# Führerschein und Fahrerlaubnis (Deutschland)
Dieser Artikel behandelt die Sonderbestimmungen für den Führerschein und die mit diesem dokumentierte Fahrerlaubnis (Fahrerlaubnis-Verordnung) in Deutschland, für EU-weite Bestimmungen siehe Führerschein (EU-Recht). Jede natürliche Person, die auf öffentlichen Straßen ein Kraftfahrzeug führt, bedarf grundsätzlich der Erlaubnis und hat diese mit einem EU-Führerschein oder einer entsprechenden anerkannten amtlichen Bescheinigung wie etwa dem nationalen ausländischen Führerschein in Verbindung mit dem Internationalen Führerschein als standardisierter Übersetzung nachzuweisen. Mit dem EU-Recht gelten ergänzende Bestimmungen wie nationale FE-Klassen, Wahrung von Besitzständen aus der Zeit vor dem Beitritt der neuen Bundesländer, Fahrerlaubnisregister und erforderlicher Umtausch zu dessen Vervollständigung.

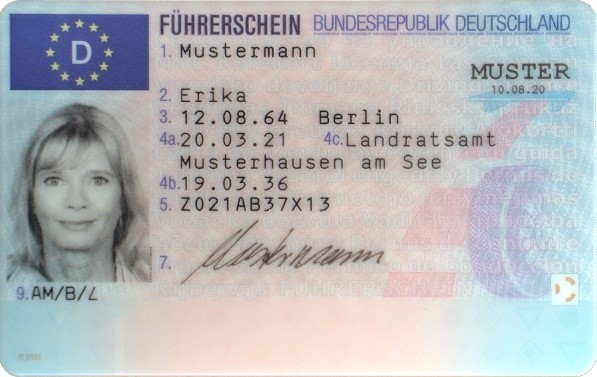
Deutsche EU-Führerscheinkarte (Layout 2021)
Vorderseite
1. Nachname
2. Vorname
3. Geburtsdatum und -ort
4a. Ausstellungsdatum
4b. Führerschein gültig bis
4c. ausstellende Behörde
5. Führerscheinnummer
7. Unterschrift des Inhabers
9. Fahrerlaubnisklasse(n)

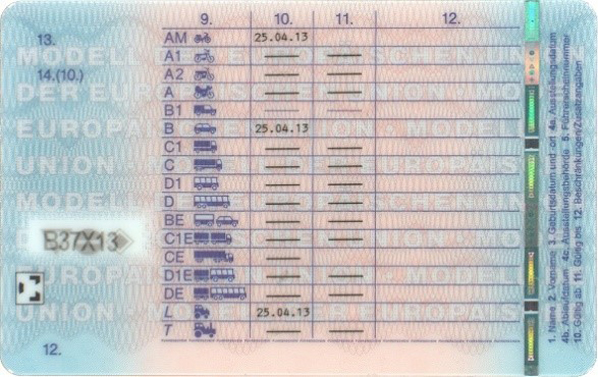
Rückseite
9. Fahrerlaubnisklasse(n)
10. Erteilungsdatum
11. Klasse gültig bis
12. Beschränkungen/Zusatzangaben
13. Feld für Eintragungen anderer Mitgliedsstaaten bei Verlegung des Wohnortes dorthin
14. im Bedarfsfall handschriftlich eingetragenes Erteilungsdatum (bei 10. mit ^{*)} zu kennzeichnen)
Die Beschränkungen können für einzelne Klassen ganz rechts oder für alle Klassen ganz unten eingetragen werden.

## Nationale Fahrerlaubnisklassen
In Deutschland werden die europäischen Fahrerlaubnisklassen, wie sie im EU-Recht festgelegt sind, angewendet. Zusätzlich gibt es jedoch noch nationale Fahrerlaubnisklassen (derzeit Klasse L und T), die nur in Deutschland gültig sind („nicht harmonisierte Fahrerlaubnisklassen“ bzw. auch „nationale Fahrerlaubnisklassen“ genannt). Die nationalen Fahrerlaubnisklassen sind entsprechend der 3. EU-Führerscheinrichtlinie auf dem Führerschein in kursiver Schrift aufgedruckt.

### Fahrerlaubnisklasse L

Vorgeschriebenes Geschwindigkeitsschild 25 km/h nach StVZO § 58 für Anhänger an Zugmaschinen der Klasse L

Mit der Fahrerlaubnisklasse L dürfen
- Land- und forstwirtschaftliche Zugmaschinen bis 40 km/h bauartbedingte Höchstgeschwindigkeit (mit Anhänger max. 25 km/h)
- selbstfahrende Arbeitsmaschinen bis 25 km/h bauartbedingte Höchstgeschwindigkeit
- Stapler und andere Flurförderzeuge jeweils bis 25 km/h bauartbedingte Höchstgeschwindigkeit

gefahren werden. Die Klasse L kann mit 16 Jahren erworben werden. Des Weiteren ist Klasse L in den Fahrerlaubnisklassen B und T mit eingeschlossen. Der Besitz der Fahrerlaubnisklasse L berechtigt nur zum Führen von entsprechenden Fahrzeugen zu land- und forstwirtschaftlichen Zwecken. Soll eines der oben genannten Fahrzeuge aus anderen Gründen gefahren werden (z. B. zu Ausstellungen), muss eine der zulässigen Gesamtmasse des Fahrzeuges entsprechende Fahrerlaubnis (B, C1 oder C, bei Anhängerbetrieb gegebenenfalls BE, C1E oder CE) vorhanden sein. Die Zweckbindung der Klasse L gilt nur für Fahrerlaubnisse, die ab dem 1. Januar 1999 erteilt wurden. Wurde eine vor diesem Datum erteilte Fahrerlaubnis umgeschrieben, so ist die Zweckbindung der Klasse L in der Regel durch Eintrag der Schlüsselzahl 174 aufgehoben.

### Fahrerlaubnisklasse T
Mit der Fahrerlaubnisklasse T dürfen
- Land- und forstwirtschaftliche Zugmaschinen bis 60 km/h
- selbstfahrende Arbeitsmaschinen oder selbstfahrende Futtermischwagen bis 40 km/h

gefahren werden. Die Klasse T kann mit 16 Jahren erworben werden. Des Weiteren ist Klasse T in der Fahrerlaubnisklasse CE mit eingeschlossen oder kann gegebenenfalls beim Umtausch eines Führerscheins der Klasse 3 zusätzlich beantragt werden. Die Beschränkung auf land- und forstwirtschaftliche Zwecke (siehe Klasse L) gilt auch für die Klasse T. Der Erwerb der Fahrerlaubnisklasse T schließt die Klassen AM und L mit ein.

### Fahrerlaubnisklasse S
Zwischen dem 1. Februar 2005 und dem 18. Januar 2013 durften Personen ab 16 Jahren entsprechend einer EU-Regelung die neue Fahrerlaubnisklasse S erwerben. Sie galt für Leichtmobile und Quads; Leichtmobile sind dem PKW ähnliche Fahrzeuge, die maximal 350 kg wiegen dürfen (bei Elektrofahrzeugen gilt dieser Wert exklusive der Batterien).
Für alle Fahrzeuge, die mit der Fahrerlaubnisklasse S bewegt werden dürfen, gilt, dass die durch die Bauart bestimmte Höchstgeschwindigkeit nicht mehr als 45 km/h betragen darf und außerdem bei Ottomotoren der Hubraum nicht mehr als 50 cm³ betragen bzw. bei Diesel- oder Elektromotoren die Leistung 4 kW nicht übersteigen darf.
Die neue Fahrerlaubnisklasse warf im Zusammenhang mit den entsprechenden Fahrzeugen („Leichtfahrzeuge“) bei Politikern, Verkehrsexperten und Eltern gleichermaßen viele Fragen auf und war hoch umstritten. Bei den Leichtmobilen wurde eine zu niedrige Insassensicherheit kritisiert.
In der Praxis war die Fahrerlaubnisklasse S in Deutschland fast bedeutungslos. So wurden nach der Statistik des KBA im Jahr 2008 deutschlandweit lediglich 293 Fahrerlaubnisse der Klasse S erteilt. Dies sind 0,02 % aller in dem Jahr erteilten Fahrerlaubnisse.

### Fahrerlaubnisklasse AM
Seit dem 19. Januar 2013 werden keine Fahrerlaubnisse der Klasse S mehr erteilt. Die Berechtigung zum Führen dieser Fahrzeuge befindet sich nun in der neuen Klasse AM (Klasse L2E für das Quad als dreirädriges Kraftrad, Klasse L6e für das Leichtmobil nach 2002/24 EG bzw. heutigem Artikel 4 der Verordnung (EU) Nr. 168/2013).

### Einschluss von Fahrerlaubnisklassen
Abweichend von den Regelungen zum Einschluss von Fahrerlaubnisklassen, wie sie im EU-Recht festgelegt sind, berechtigt die Fahrerlaubnis folgender Klassen auch zum Führen von Fahrzeugen folgender weiterer Klassen (§ 6 Abs. 3 FeV):
- B gilt auch für Klasse L,
- C1E für Klasse D1E, sofern Klasse D1 vorhanden ist,
- D1E für Klasse C1E, sofern Klasse C1 vorhanden ist,
- DE für Klasse C1E, sofern Klasse C1 vorhanden ist,
- CE für Klasse T und weiters für Klasse DE, sofern Klasse D vorhanden ist,
- T gilt auch für die Klassen AM und L.

## Nationale Sonderregelungen
Des Weiteren gibt es Sonderregelungen im deutschen Fahrerlaubnisrecht, ohne eigene Fahrerlaubnisklassen zu regeln:

### Erlaubnisfreie Kraftfahrzeuge
Von der grundsätzlichen Erlaubnispflicht sind bestimmte Kraftfahrzeuge mit geringer bauartbedingter Höchstgeschwindigkeit (bbH) ausgenommen:

#### Mofas

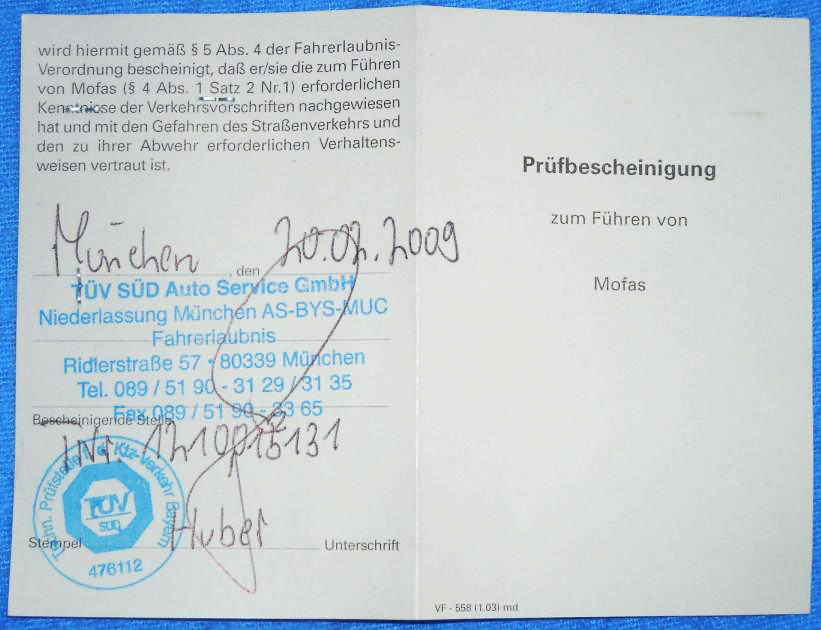
Prüfbescheinigung zum Führen von Mofas

Mofas sind einspurige Fahrräder mit Hilfsmotor, auch ohne Tretkurbeln, einem Sitz und gegebenenfalls zusätzlichen Sitzen zur Mitnahme von Kindern unter 7 Jahren und mit einer bauartbedingten Höchstgeschwindigkeit von maximal 25 km/h auf ebener Bahn. Eine Fahrerlaubnis ist zwar nicht erforderlich, aber man muss vorher eine Prüfung darüber ablegen, die maßgeblichen Straßenverkehrsregeln zu kennen und mit den Gefahren im Straßenverkehr umgehen zu können § 5 Abs. 1 FeV. Die Prüfbescheinigung muss zuständigen Personen auf Verlangen ausgehändigt werden. Eine Mofa-Prüfbescheinigung ist nicht erforderlich, wenn der Fahrer eine Fahrerlaubnis besitzt oder vor dem 1. April 1965 geboren ist.
Eine Prüfbescheinigung wird nach Besuch eines Mofa-Kurses an dafür anerkannten allgemeinbildenden Schulen oder Fahrschulen und Ablegung einer theoretischen Prüfung ausgestellt. Das Mindestalter beträgt 15 Jahre. Bei Mitnahme von Kindern unter 7 Jahren muss der Fahrer mindestens 16 Jahre alt sein.

#### Bis 6km/h
- Zugmaschinen für land- oder forstwirtschaftliche Zwecke (zum Beispiel Traktor) auch mit Anhängern,
- selbstfahrende Arbeitsmaschinen (z. B. Bagger) und
- Flurförderzeuge (z. B. Gabelstapler)
- sowie ohne ausdrückliche bbH, aber praktisch ohnehin regelmäßig nur in Schrittgeschwindigkeit von Fußgängern an Holmen geführte einachsige Zug- und Arbeitsmaschinen (z. B. Einachsschlepper).[6]

Darüber greifen die Klassen L (oder T).

#### Sonstige
Außerdem brauchen keine Erlaubnis:
- Krankenfahrstühle mit Elektroantrieb, einer Leermasse von höchstens 300 kg und höchstzulässiger Gesamtmasse von 500 kg, einer Breite von maximal 110 cm und mit einer bbH von 15 km/h;[7] sie benötigen eine Heckmarkierungstafel.
- Elektrokleinstfahrzeuge und
- Kraftfahrzeuge der EG-Klassen L1e-B, L2e-P oder L2e-U und technisch entsprechende Kraftfahrzeuge mit einer bbH von 25 km/h.[8]

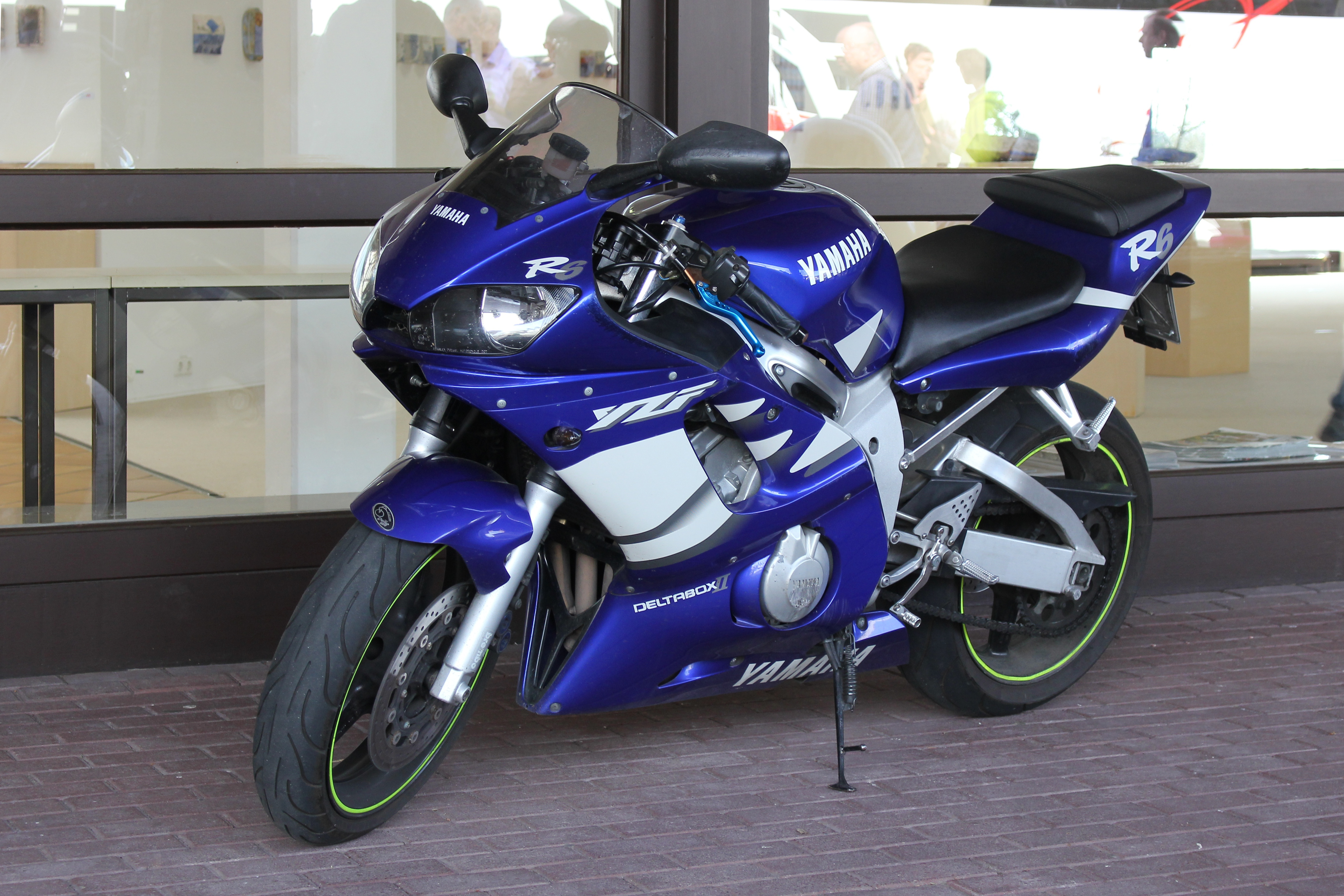
Yamaha YZF-R 6, gedrosselt von 88 auf 35 kW, nur von 2013 bis 2016: Kl. A2

### Regelungen für 70-kW Kl. A2 und bbH 60 km/h Kl. AM

#### 70-kW-Klasse A2
Bei der Umsetzung des EU-Führerscheins der Klasse A2 („Krafträder mit einer Motorleistung von bis zu 35 kW und einem Leistungsgewicht bis zu 0,2 kW/kg, die nicht von einem Fahrzeug mit mehr als der doppelten Motorleistung abgeleitet sind“) am 19. Januar 2013 hat die Bundesregierung auf die Ableitung („nicht mehr als doppelter Motorleistung“) verzichtet. Motorräder mit mehr als 70 kW Leistung, die auf 35 kW gedrosselt wurden, durften im nationalen Recht von Führerscheinbesitzern der Klasse A2 bis zum 27. Dezember 2016 gefahren werden. Durch die 11. Änderung der Fahrerlaubnis-Verordnung vom 21. Dezember 2016 wurde diese nationale Regelung gestrichen, die Besitzstandswahrung bleibt jedoch erhalten.

#### 60-km/h-Klasse AM
Im Einigungsvertrag ist für Kleinkrafträder (KKR) geregelt: KKR im Sinne der bisherigen Vorschriften der DDR mit nicht mehr als 50 cm³ Hubraum und nicht mehr als 60 km/h bbH sind zulassungsrechtlich den KKR im Sinne von § 18 Abs. 2 StVZO gleichgestellt. Voraussetzung: Datum für erstmaliges in den Verkehrbringen bis spätestens 28. Februar 1992. Dieser Besitzstand ist nicht personenbezogen. Er gilt also für alle Bundesbürger mit Besitz der Fahrerlaubnis-Kl. 4, M oder AM. Wo die Abschrift der Betriebserlaubnis verloren ging, kann beim Kraftfahrtbundesamt Ersatz erworben werden. Aus Sicht der Verkehrssicherheit ermöglicht die bbH 60 km/h im Gegensatz zur bbH 45 km/h nach EU-Recht (Fahrzeugklasse L1e-B) ein Mitschwimmen im Verkehr. Bereits die 15-jährigen KKR-Fahrer aus DDR-Zeit nutzten dieses Sicherheitsmerkmal.
Siehe Abschnitt Fahrerlaubnisverordnung im Artikel Simson S51

### Begleitetes Fahren mit 17 (BF17)

Prüfungsbescheinigung beim begleiteten Fahren mit 17

Unter „Begleitetem Fahren“ versteht man eine Senkung des Einstiegsalters zum Führerschein unter geschützten Rahmenbedingungen.
Eine Version des begleiteten Fahrens (BF17, Führerschein mit 17) wurde in Deutschland in den Jahren 2006 bis 2008 eingeführt. Vorher gab es bereits ähnliche Modelle in Österreich (L17-Ausbildung), Frankreich, den USA und Kanada.
Ein Ziel ist, die hohe Unfallquote gerade bei Fahranfängern zu senken, die noch nicht über die notwendige Erfahrung, meist aber über ein hohes Maß an Risikobereitschaft verfügen.
Das Begleitete Fahren mit 17 ist in den § 48a Fahrerlaubnis-Verordnung (FeV) und § 6e Straßenverkehrsgesetz (StVG) verankert.

### Klasse AM ab 15 Jahren
Das Mindestalter für den Erwerb der Führerscheinklasse AM ist in Deutschland gemäß § 10 der Fahrerlaubnisverordnung auf 15 Jahre festgelegt. Nach Artikel 4 Absatz 6a der dritten Führerscheinrichtlinie können die Mitgliedstaaten das Mindestalter für diese Klasse sowohl bis auf 14 Jahre senken als auch auf 18 Jahre anheben.
Ab dem 1. Mai 2013 lief in den Bundesländern Sachsen, Sachsen-Anhalt, Thüringen, Brandenburg und Mecklenburg-Vorpommern ein Modellversuch, bei dem die Führerscheinklasse AM bereits mit 15 Jahren erworben werden kann. Der Modellversuch war auf 5 Jahre ausgelegt. Dabei erfolgte eine Analyse der Verkehrsbewährung (Auftragnehmer: Kraftfahrt-Bundesamt) sowie eine Befragungsstudie (Auftragnehmer: Institut für empirische Soziologie an der Friedrich-Alexander-Universität Erlangen-Nürnberg). Vor dem Ablaufen des Modellversuchs im Frühjahr 2018 hat das Bundesministerium für Verkehr und digitale Infrastruktur den Versuch um weitere 2 Jahre bis April 2020 verlängert. Auch in Nordrhein-Westfalen und Hessen wurde das Mindestalter auf 15 Jahre gesenkt.
Ab 12. Dezember 2019 erlaubte der neue § 6 Absatz 5a Straßenverkehrsgesetz allen Bundesländern, die Altersgrenze auf 15 Jahre zu senken.
Am 28. Mai 2021 hat der deutsche Bundesrat einem Gesetzentwurf für ein deutschlandweites Mindestalter von 15 Jahren zugestimmt. Diese Änderung ist am 28. Juli 2021 in Kraft getreten.

### Feuerwehrführerschein
Um die Einsatzfähigkeit der Freiwilligen Feuerwehren, Rettungsdienste, des Technischen Hilfswerks und des Katastrophenschutzes aufrechtzuerhalten, hat der Deutsche Bundestag am 3. Juli 2009 mit Zustimmung des Bundesrates am 10. Juli 2009 ein Gesetz verabschiedet, das es Mitgliedern der dazugehörigen Organisationen ermöglicht, Einsatzfahrzeuge bis zu einer zulässigen Gesamtmasse von 7,5 t auf Grundlage einer spezifischen Ausbildung und Prüfung zu führen.
Der Bundesrat empfahl zudem eine Begrenzung der Gesamtmasse auf 4,75 Tonnen für Einsatzkräfte, die noch nicht zwei Jahre im Besitz der Fahrerlaubnis der Klasse B sind. Laut Verlautbarung durch den Bundesrat sollen alle anderen Mitglieder derartiger Hilfsorganisationen befugt sein – nach erfolgreichem Absolvieren der internen Ausbildung für den „kleinen Feuerwehrführerschein“ bis 4,75 Tonnen und einer praktischen Prüfung – Einsatzfahrzeuge bis 7,5 Tonnen zu führen. Die genaue Umsetzung ist Sache der Länder:
| Land               | Ausgestaltung |
| ------------------ | --- |
| Baden-Württemberg  | - organisationsinterne Ausbildung und Prüfung zum Führen von Fahrzeugen bis 7,5 Tonnen |
| Bayern             | - organisationsinterne Ausbildung und Prüfung zum Führen von Fahrzeugen bis 4,75 Tonnen Maximalgewicht für Organisationsangehörige, die mindestens zwei Jahre die Fahrerlaubnis der Klasse B besitzen - organisationsinterne Ausbildung und Prüfung für Fahrzeuge bis 7,5 Tonnen, Prüfer und Ausbilder dürfen nicht dieselbe Person sein und müssen seit mehr als fünf Jahren die Fahrerlaubnis der Klasse C1 besitzen, sowie nicht mehr als drei Punkte im Flensburger Zentralregister aufweisen - keine theoretische Ausbildung - mindestens sechs Ausbildungseinheiten zu je 45 Minuten. |
| Brandenburg        | - Erteilung einer Berechtigung zur Führung von Einsatzfahrzeugen bis 7,5 Tonnen an Organisationsangehörige, die mindestens zwei Jahre im Besitz einer gültigen Fahrerlaubnis der Klasse B sind, nach einer bestandenen praktischen Prüfung. Eine theoretische Prüfung wird nicht vorgeschrieben. Die die Prüfung abnehmenden Personen werden durch die Organisation bestimmt. Es kann sich dabei um Fahrlehrer oder andere Personen handeln, die bestimmte Anforderungen erfüllen müssen.                                                                                                   |
| Hessen             | - organisationsinterne Ausbildung und Prüfung zum Führen von Fahrzeugen bis 7,5 Tonnen (wurde am 27. Mai 2011 durch den Bundesrat beschlossen). |
| Niedersachsen      | - organisationsinterne Ausbildung und 45-minütige Prüfung zum Führen von Fahrzeugen bis 7,5 Tonnen Maximalgewicht |
| Saarland           | - Erteilung einer Berechtigung zur Führung von Einsatzfahrzeugen bis 7,5 Tonnen an Organisationsangehörige, die mindestens zwei Jahre im Besitz einer gültigen Fahrerlaubnis der Klasse B sind, nach mehreren Ausbildungsfahrten und einer bestandenen praktischen Prüfung. Eine theoretische Prüfung wird nicht vorgeschrieben. Die die Prüfung abnehmenden Personen werden durch die Organisation bestimmt. Es kann sich dabei um Fahrlehrer oder andere Personen handeln, die bestimmte Anforderungen erfüllen müssen.                                                                   |
| Schleswig-Holstein | - organisationsinterne Ausbildung und Abschlussfahrt von mindestens 45 Minuten Dauer zum Führen von Fahrzeugen bis 4,75 oder 7,5 Tonnen zulässiger Gesamtmasse für Organisationsangehörige, die mindestens zwei Jahre die Fahrerlaubnis der Klasse B besitzen. |
| Hamburg            | - In Hamburg ist eine Einführung mangels Bedarf nicht geplant. |

Da die Feuerwehrführerscheine nur in Deutschland gelten, kommt es mangels bilateralen oder internationalen Regelungen im Grenzbereich dazu, dass Feuerwehrfahrer im Einsatz in das benachbarte Ausland fahren, aber in diesem ohne gültigen Führerschein unterwegs sind. Mit Österreich wurde ein solches Abkommen im Jahr 2013 abgeschlossen, sodass der Führerschein bei grenzüberschreitenden Fahrten anerkannt wird. Im Gegenzug wird auch das österreichische Pendant ebenfalls anerkannt.

### Ausnahme von der Gewichtsbeschränkung der Klasse B
Die Zweite Verordnung über Ausnahmen von den Vorschriften der Fahrerlaubnis-Verordnung bestimmt, dass beschussfeste Fahrzeuge mit einer zulässigen Gesamtmasse bis 4100 kg mit einer Fahrerlaubnis der Klasse B geführt werden dürfen, sofern sie vom Bundeskriminalamt oder den Polizeien der Länder eingesetzt werden. Dabei werden sowohl an die Fahrer als auch an die Fahrzeuge besondere, in der Verordnung aufgeführte Anforderungen gestellt.
Die Vierte Verordnung über Ausnahmen von den Vorschriften der Fahrerlaubnis-Verordnung bestimmt, dass Klasse B auch zum Führen von Kraftfahrzeugen mit einer zulässigen Gesamtmasse von mehr als 3500 kg bis zu 4250 kg berechtigt, sofern die Fahrzeuge elektrisch angetrieben und im Gütertransport eingesetzt werden und der Fahrer an einer zusätzlichen Fahrzeugeinweisung teilgenommen hat.

### Besonderheiten der Klasse B im Zusammenhang mit Kraftfahrzeugen ohne Verbrennungsmotor
Die deutsche Fahrerlaubnisverordnung sieht einige Besonderheiten beim Führen von mehrspurigen Kraftfahrzeugen vor, die nicht mit Verbrennungsmotor angetrieben werden:
§6 (3b) Die Fahrerlaubnis der Klasse B berechtigt im Inland, sofern der Inhaber diese seit mindestens zwei Jahren besitzt, auch zum Führen von Fahrzeugen
– die ganz oder teilweise mit
a) Strom,
b) Wasserstoff,
c) Erdgas, einschließlich Biomethan, gasförmig (komprimiertes Erdgas – CNG) und flüssig (Flüssigerdgas – LNG),
d) Flüssiggas (LPG),
e) mechanischer Energie aus bordeigenen Speichern/bordeigenen Quellen, einschließlich Abwärme,
alternativ angetrieben werden,
– mit einer Gesamtmasse von mehr als 3500 kg, jedoch nicht mehr als 4250 kg,
– für die Güterbeförderung und
– ohne Anhänger,
sofern
– die 3500 kg überschreitende Masse ausschließlich dem zusätzlichen Gewicht des Antriebssystems gegenüber dem Antriebssystem eines Fahrzeugs mit denselben Abmessungen, das mit einem herkömmlichen Verbrennungsmotor mit Fremd- oder Selbstzündung ausgestattet ist, geschuldet ist und
– die Ladekapazität gegenüber diesem Fahrzeug nicht erhöht ist.

### Sonderfahrerlaubnisse
Zum Führen nachfolgend genannter Fahrzeuge ist eine zusätzliche Berechtigung erforderlich:
- Fahrerkarte für Berufskraftfahrer
- BF3 für Begleitfahrzeuge mit Wechselverkehrszeichen (Wvz) für Schwerlast- und Großraumtransporte
- ADR-Bescheinigung Gefahrgutführerschein
- Fahrer von PKW zur gewerblichen Personenbeförderung, wie Mietwagen, Taxis, PKW im Linienverkehr, PKW zu Ausflugsfahrten oder PKW zu Ferienzielreisen brauchen eine zusätzliche Fahrerlaubnis zur Fahrgastbeförderung, sofern Fahrgäste befördert werden
- Dienstfahrzeuge der Bundeswehr und Polizei (siehe Dienstfahrerlaubnis)

## Sonstige Fahrerlaubnisse

### Schifffahrt, Luftfahrt, Schienenverkehr
In der gewerblichen Schifffahrt ist das Äquivalent hierzu das Befähigungszeugnis (Patent), in der sog. Sportschifffahrt die verschiedenen Sportbootführerscheine.
In der Luftfahrt wird eine Fluglizenz verlangt. Auf dem Vorfeld eines Flughafens ist ein Vorfeldführerschein erforderlich.
Im Eisenbahnverkehr gibt es den Triebfahrzeugführerschein. 

### Fahrerlaubnisklassen der Bundeswehr
- Klasse AY: Krafträder der Klasse A mit einem Hubraum von nicht mehr als 200 cm³ und einer Nennleistung von nicht mehr als 15 kW.
- Klasse F: Halb- und Vollkettenfahrzeuge
- Klasse G: gepanzerte Radfahrzeuge
- Klasse P: Kraftfahrzeuge der Klasse C oder C1 zur Mitnahme von mehr als acht Personen auf besonders zugelassenen Plätzen.

## Alte Fahrerlaubnisklassen

### Fahrerlaubnisklassen in der Bundesrepublik Deutschland
| Klasse | Klassen bis 31. Dezember 1998 |
| ------ | --- |
| 1      | Krafträder ohne Leistungsbeschränkung |
| 1a     | Krafträder mit Leistungsbeschränkung (zunächst 20 kW/27 PS; ab 1. April 1993 25 kW/34 PS) |
| 1b     | Leichtkrafträder bis 125 cm³ (bis 31. März 1996: 80 cm³) Hubraum und max. 80 km/h (1b wurde erst am 1. April 1980 geschaffen, war vorher integriert in Klasse 4. Ab dem 1. April 1980 wurde die Klasse 4 auf die unten genannten 50 cm³ Hubraum/50 km/h eingeschränkt.) |
| 2      | Lastkraftwagen und Zugmaschinen mit und ohne Anhänger |
| 3      | Kraftfahrzeuge bis max. 7,5 t zulässiger Gesamtmasse (a) und Züge mit nicht mehr als drei Achsen |
| 4      | Krafträder mit einem Hubraum von nicht mehr als 50 cm³ und einer durch die Bauart bestimmten Höchstgeschwindigkeit von nicht mehr als 50 km/h (vor dem 1. April 1980 ohne Geschwindigkeitsbeschränkung)                                                                 |
| 5      | Krankenfahrstühle und Zug- oder Arbeitsmaschinen mit einer durch die Bauart bestimmten Höchstgeschwindigkeit von nicht mehr als 25 km/h |

### Fahrerlaubnisklassen in der DDR
| Klasse | Klassen bis 2. Oktober 1990 in der DDR |
| ------ | --- |
| A      | Krafträder mit und ohne Seitenwagen, zwischen dem 16. bis zur Vollendung des 18. Lebensjahres beschränkt auf max. 150 cm³                                    |
| B      | Kraftfahrzeuge – außer Klasse A – mit einer zulässigen Gesamtmasse bis 3500 kg und nicht mehr als 8 Sitzen – außer Fahrersitz – auch mit Anhänger bis 750 kg |
| C      | Kraftfahrzeuge mit einer zulässigen Gesamtmasse über 3500 kg auch mit Anhänger bis 750 kg                                                                    |
| D      | Kraftfahrzeuge zur Personenbeförderung mit mehr als 8 Sitzen – außer Fahrersitz – auch mit Anhänger bis 750 kg                                               |
| E      | Kraftfahrzeuge der Klassen B, C oder D mit Anhänger über 750 kg                                                                                              |
| M      | Kleinkrafträder und Krankenfahrstühle bis zu einer durch die Bauart bestimmten Höchstgeschwindigkeit von 60 km/h                                             |
| T      | Traktoren, Elektrofahrzeuge und Arbeitskraftfahrzeuge bis zu einer durch die Bauart bestimmten Höchstgeschwindigkeit von 30 km/h, auch mit Anhänger          |

Der DDR-Führerschein ist weiterhin gültig. Eine generelle Pflicht zum Umtausch besteht nach der Fahrerlaubnisverordnung (§§ 24a Abs. 2 FeV i.V.m Anlage 8e, 6 Abs. 7 FeV i.V.m. Anlage 3) siehe auch verpflichtender Umtausch aller alten Führerscheine bis 2033.
Im Rahmen der Besitzstandswahrung behalten Führerscheine, die einen weiteren Umfang (z. B. bei der zulässigen Gesamtmasse des zu fahrenden Zuges; vor dem 1. April 1980 war die Erlaubnis zum Führen von Leichtkrafträdern außerdem Teil der Pkw-Führerscheinklasse) an Fahrerlaubnissen haben, ihre Gültigkeit, auch wenn neue gesetzliche Regelungen den Umfang der Fahrerlaubnisse für Neuerwerber des Führerscheines enger fassen. Für Lkw-Fahrer (die alte Klasse 2) gibt es im Interesse der Verkehrssicherheit die Pflicht, die körperliche und geistige Tauglichkeit spätestens bis zur Vollendung des 50. Lebensjahres der Straßenverkehrsbehörde nachzuweisen, anderenfalls erlischt die Erlaubnis zum Führen von Fahrzeugen der alten Klasse 2. Es ist im Übrigen stets bei der Neuausstellung eines Führerscheines (z. B. Umstellung auf EU-Führerschein, Ersatz bei Verlust) auf den richtigen Umfang der Fahrerlaubnisse zu achten, damit keine rechtlichen Nachteile entstehen.

## Bestandsschutz und Übergangsregelungen
Die alten Führerscheine behalten grundsätzlich bis spätestens zum 18. Januar 2033 ihre Gültigkeit. Die Umstellung (Kosten etwa 30 Euro) erfolgt hier nach einem Stufenplan (vgl. Abschnitt „Verpflichtender Umtausch alter Führerscheine bis 2033“).
Die Umstellung auf den EU-Führerschein im Zuge der europäischen Vereinheitlichung greift naturgemäß auch in Rechtsbestände ein. So ist es mit der Klasse B nicht mehr erlaubt, Fahrzeuge über 3,5 t zu führen. Daher gibt es für die Umschreibung Übergangsvorschriften zur Besitzstandswahrung. Die Umschreibung der früheren deutschen Klasse 3 erfolgt deshalb auf die neuen Klassen AM, B, BE, C1, C1E und L. Je nach Erteilungsdatum der Klasse 3 werden weitere EU-Fahrerlaubnisklassen erteilt. Ist zum Beispiel die Klasse 3 vor dem 1. April 1980 erteilt worden, erfolgt zusätzlich die Erteilung der Klasse A1.

### Fahrzeugkombinationen über 12t
Ein besonderes Problem ergibt sich in Deutschland aus der Tatsache, dass nach dem alten nationalen Fahrerlaubnisrecht mit der Fahrerlaubnisklasse 3 Fahrzeugkombinationen aus Kraftfahrzeugen und Anhängern geführt werden durften, die von der neuen kleinen Lkw-Anhänger-Klasse C1E nicht erfasst sind. Im Wesentlichen geht es dabei um Kombinationen, bei denen die in der Klasse C1E enthaltene zulässige Gesamtmasse (zGM) eines Lastzugs von 12 Tonnen überschritten wird. Zwar erlaubt die EU-Fahrerlaubnisklasse C1E das Führen von Fahrzeugkombinationen auch mit mehr als drei Achsen. Damit geht sie, was das betrifft, vom Erlaubnisumfang betrachtet, grundsätzlich einmal über die alte Klasse 3 hinaus. Diese erfasste alle Fahrzeuge und Fahrzeugkombinationen, „die nicht in eine der anderen Klassen“ fielen, und nicht Züge mit mehr als drei Achsen, unabhängig von der zGM, als unter die Klasse 2 fallend definiert waren. So durfte man mit der Klasse 3 durchaus dreiachsige Züge (darunter fielen auch Kombinationen aus zweiachsigem Zugfahrzeug und Tandemachsanhängern mit mehr als einer Achse, deren Nabenabstand ≤ 1,00 m beträgt), führen.
Wenn für das Zugfahrzeug nicht eine besondere Beschränkung in die Fahrzeugpapiere eingetragen war, ergab sich für die zulässige Gesamtmasse von Anhängern -zGM- aus der alten StVZO das 1,5-Fache der zGM des Zugfahrzeugs bei durchgehender Bremsanlage. Es musste aber als Lastkraftwagen zugelassen sein. Ein Lkw mit 7,5 t zGM könnte damit eine Anhängemasse von bis zu 11,25 t erreichen (7,5 t × 1,5 = 11,25 t). Da jedoch die Achslast einer Tandemachse mit einem Achsabstand ≤ 1,00 m auf 11 t begrenzt ist, ergeben sich praktisch nur 18,5 t. Altinhaber über 50 Jahre mit Interesse an diesem Besitzstand müssen aber ein Allgemeinärztliches und ein Augenärztliches Gutachten der Fahrerlaubnisbehörde -FEB- vorlegen, um entsprechend den nachfolgenden Grundsätzen den Kartenführerschein zu erhalten.
Zur Besitzstandswahrung hat der deutsche Gesetzgeber daher geregelt, dass Altinhabern der Klasse 3 (der Großteil der bundesdeutschen Fahrerlaubnisinhaber) auf Antrag bei der Umschreibung der Fahrerlaubnisklassen neben der Klasse C1E auch eine beschränkte Klasse CE zu erteilen ist. Diese beschränkte Klasse CE wird ohne die Zugfahrzeugklasse C erteilt und mit der Beschränkung „(79)“ und dem erläuternden Zusatz „(C1E > 12.000 kg, L≤3)“ im Feld 12 des EU-Kartenführerscheins eingetragen, um den oben dargestellten Zusammenhang „(Züge der Klasse C1E schwerer 12 t, Achsenzahl kleiner/gleich drei)“ darzustellen.

### Dreirädrige Fahrzeuge
Das Führen von Dreirad-Fahrzeugen bis 15 kW ist grundsätzlich mit der Klasse A1 erlaubt. Unter die – deutsche – Besitzstandswahrung fällt, dass auch mit Klasse 3 oder B – sofern vor dem 19. Januar 2013 erteilt – dreirädrige Fahrzeuge wie Trikes oder Roller im In- und Ausland geführt werden dürfen. Für Fahrten im Ausland und nach dem 19. Januar 2013 erteilte Führerscheine ist hierfür der Erwerb der Klasse A erforderlich. Daher wird bei vor dem Stichtag ausgehändigten Führerscheinen der Klasse B bei einer Umschreibung zusätzlich die Klasse A mit der internationalen Schlüsselzahl 79.03 („nur dreirädrige Fahrzeuge“) angegeben. Dann dürfen auch im Ausland mit diesem Kartenführerschein Trikes geführt werden. Diese beschränkte Klasse A berechtigt nicht zum Führen von Motorrädern.
Mit der 11. Änderung der Fahrerlaubnis-Verordnung vom Dezember 2016 wurde es zudem wieder zulässig, dreirädrige Fahrzeuge auch mit einer Fahrerlaubnis der Klasse B zu führen, wenn diese zwischen 19. Januar 2013 und 26. Dezember 2016 erteilt wurde. Wird das Führerscheindokument erneuert, dann erhält die Klasse B als Zusatz die nationale Schlüsselzahl 194. Im Unterschied zu erteilten Fahrerlaubnissen bis 18. Januar 2013 ist das Führen von dreirädrigen Fahrzeugen nur noch in Deutschland und nicht in der Rest-EU erlaubt; wo wiederum teils eigene, liberalere Regeln gelten, siehe Führerschein (EU-Recht)#Krafträder Klasse A1 mit dem Auto-Führerschein Klasse B. Damit ist auch das Führen von dreirädrigen Fahrzeugen vor Vollendung des 21. Lebensjahres auf dreirädrige Kraftfahrzeuge mit maximal 15 kW beschränkt.
Wer ein dreirädriges Fahrzeug außerhalb Deutschlands fahren möchte und die Klasse B erst nach dem 19. Januar 2013 erworben hat, muss demnach die Klasse A erwerben. Da das Mindestalter für dreirädrige Fahrzeuge ohne Leistungsbeschränkung bei 21 Jahren liegt, muss die Klasse A mit der Schlüsselzahl 80 erworben werden, welche diese beschränkt: „Nur für Inhaber einer Fahrerlaubnis für dreirädrige Kraftfahrzeuge der Klasse A, die das 24. Lebensjahr noch nicht vollendet haben“. Die Ausbildung und Prüfungsfahrt erfolgt auf einem Kraftrad, wie es für den Erwerb der Klasse A vorgeschrieben ist. Zusammen mit der Schlüsselzahl 80 beschränkten Klasse A werden die Klassen AM, A1 und A2 erteilt. Sobald der Inhaber das Mindestalter für den Direkterwerb der Klasse A erreicht hat – derzeit 24 Jahre – gilt die erworbene Klasse A uneingeschränkt. Sofern die Klasse A nach zwei Jahren Vorbesitz A2 und nach dem Erreichen des 21. Lebensjahres erworben wurde, ist keine Schlüsselzahl vermerkt.
Grundsätzlich gilt, wer die Klasse A2 mit 18 Jahren erworben hat, kann die Klasse A mit 20 Jahren erwerben. Da das Mindestalter zum Führen von dreirädrigen Fahrzeugen auf 21 Jahre festgelegt wurde, erhalten vor dem vollendeten 21. Lebensjahr erworbene Führerscheine der Klasse A den Zusatz der internationalen Schlüsselzahl 81: „Nur für Inhaber einer Fahrerlaubnis für zweirädrige Krafträder der Klasse A, die das 21. Lebensjahr noch nicht vollendet haben“. In dieser Altersgruppe und Variante der Klasse A ist das Führen von dreirädrigen Fahrzeugen für die sogenannten „Trikes“ – dreirädrige Fahrzeuge mit einer Leistung von mehr als 15 kW – somit ausgeschlossen. Anders bei dreirädrigen Fahrzeuge mit bis zu 15 kW – diese dürfen, da mit der erworbenen A2 die Klasse A1 bereits erteilt wurde, auch mit unter 21 geführt werden.

### Führen von Kraftomnibussen
Eine weitere nationale Besonderheit, die sich aus den Vorschriften zur Besitzstandswahrung ergibt, ist die Tatsache, dass mit einem alten nationalen deutschen Führerschein der Klassen 2 und 3 auch Kraftomnibusse geführt werden durften, wenn sich in diesen außer dem Fahrer maximal eine weitere Person als Fahrpersonal befand. Damit wollte man Überführungsfahrten und Werkstattfahrten etc. auch Fahrerlaubnisinhabern ermöglichen, die nicht über eine Fahrerlaubnis zur Personenbeförderung verfügten. Die neuen EU-Fahrerlaubnisklassen sehen das allerdings nicht vor. Daher wird Altinhabern bei Umschreibung die Klasse C1 bzw. C im Feld 12 des Kartenführerscheins mit der Erweiterung „171“ bzw. „172“ eingetragen (Schlüsselzahlen ab 100 gelten allerdings nur national). Diese erweitert die entsprechende Fahrerlaubnisklasse um das Recht, Fahrzeuge der Klasse D1 bzw. D ohne Fahrgäste, aber mit Beifahrer zu führen, ohne im Besitz der Klasse D1 oder D zu sein. Wird die Verlängerung der Klasse C jedoch nicht rechtzeitig beantragt, entfällt dieses Recht. Nach § 6 Absatz 4 der Fahrerlaubnis-Verordnung berechtigen Fahrerlaubnisse der Klassen C, C1, CE oder C1E im Inland jedoch weiterhin zum Führen von Kraftomnibussen – gegebenenfalls mit Anhänger – mit einer entsprechenden zulässigen Gesamtmasse und ohne Fahrgäste, wenn die Fahrten lediglich zur Überprüfung des technischen Zustands des Fahrzeugs dienen.

### Erteilung der Fahrerlaubnisklasse T
Eine Erweiterung der Fahrerlaubnis gegenüber dem bisherigen Umfang gibt es für Altinhaber der Klasse 3 bei Umschreibung demgegenüber in bestimmten Fällen in Bezug auf die neue nationale Führerscheinklasse T. Die nationale Führerscheinklasse T erlaubt das Führen von schnelllaufenden Ackerschleppern (landwirtschaftliche Zugmaschinen mit einer durch die Bauart bestimmten Höchstgeschwindigkeit von mehr als 40 km/h und nicht mehr als 60 km/h bzw. 40 km/h bis zur Vollendung des 18. Lebensjahres) und selbstfahrenden landwirtschaftlichen Arbeitsmaschinen mit einer bauartbedingten Höchstgeschwindigkeit von nicht mehr als 40 km/h – jeweils ausschließlich zu landwirtschaftlichen Zwecken –, die eine zulässige Gesamtmasse auch von mehr als 7,5 Tonnen aufweisen, jeweils auch mit (u. U. mehreren, sofern die gesetzlich maximal zulässige Zuglänge nicht überschritten wird) Anhängern auch solchen Personen, die nicht im Besitz der Klassen C und CE sind. Sie ist, da sie das Führen von Zugmaschinen und Arbeitsmaschinen, die deutlich mehr als 7,5 Tonnen wiegen, und beliebigen zulässigen Anhängerkombinationen erlaubt, von ihrem Rechtscharakter her als eine beschränkte Klasse CE anzusehen. Beschränkt in Bezug auf die zulässigen Höchstgeschwindigkeiten, aber auch beschränkt auf den land- und forstwirtschaftlichen Zweck der jeweiligen Fahrt. Führen einer landwirtschaftlichen Zugmaschine ist, auch, wenn man im Besitz der Klasse T ist, Fahren ohne Fahrerlaubnis, wenn die Fahrt nicht landwirtschaftlichen Zwecken dient – es sei denn, das Kfz wiegt weniger als 7,5 Tonnen und man ist im Besitz der Klasse C1 (C1E, wenn Anhänger mit im Zug sind) oder C (CE), wenn das Fahrzeug bzw. die Kombination mehr wiegt. Dieser Zusammenhang wird leider gerade von jüngeren Fahrerlaubnisinhabern gerne übersehen. Weist ein Antragsteller bei der Umschreibung eines Führerscheins der Klasse 3 der zuständigen Behörde nach, dass er darauf angewiesen ist, Fahrzeugkombinationen der Klasse T zu führen (zum Beispiel Landwirt, aber auch landwirtschaftliche Hilfs- und Aushilfspersonen – je nach Fahrerlaubnisbehörde und zuständigem Sachbearbeiter sind der Phantasie keine Grenzen gesetzt), bekommt er auf Antrag die Klasse T ohne Prüfung erteilt. Besonders in ländlichen Gegenden wird von dieser Möglichkeit gerne Gebrauch gemacht, da sie den Erwerb der Führerscheinklasse CE erspart – wenn nicht der Fahrerlaubnisinhaber ohnehin schon im Besitz der Klasse 2 war, weil er schon vor Inkrafttreten des neuen Fahrerlaubnisrechts schwere schnelllaufende Ackerschlepperkombinationen geführt hat. Die Klasse T gilt als nationale Fahrerlaubnisklasse nur in der Bundesrepublik Deutschland und im kleinen Grenzverkehr.

## Zentrales Fahrerlaubnisregister

### Bestandsangaben
Den tatsächlichen Bestand an deutschen Fahrerlaubnissen weist das Zentrale Fahrerlaubnisregister (ZFER) nicht aus, da die von den örtlichen Fahrerlaubnisbehörden erteilten Fahrerlaubnisse und Führerscheine erst seit 1. Januar 1999 nach Neuerteilungen, Erweiterungen oder Umschreibungen beim Kraftfahrt-Bundesamt (KBA) im Zentralen Fahrerlaubnisregister erfasst werden. Bis zu diesem Stichtag wurden die Fahrerlaubnisinformationen ausschließlich bei den örtlichen Fahrerlaubnisbehörden erfasst. So sind z. B. Personen, die noch eine Fahrerlaubnis der Klasse 3 besitzen, nicht in der Statistik des KBA erfasst.
Über Fahrerlaubnisse, die seit dem 1. Januar 1999 erteilt, erweitert oder umgeschrieben wurden, erstellt das Kraftfahrt-Bundesamt Statistiken, welche dort öffentlich eingesehen werden können. Im Zusammenhang mit der bevorstehenden europaweiten Umstellung bis 2033 wurde die Zahl in Deutschland auf 45 Millionen Führerscheine geschätzt.

### Verpflichtender Umtausch alter Führerscheine bis 2033

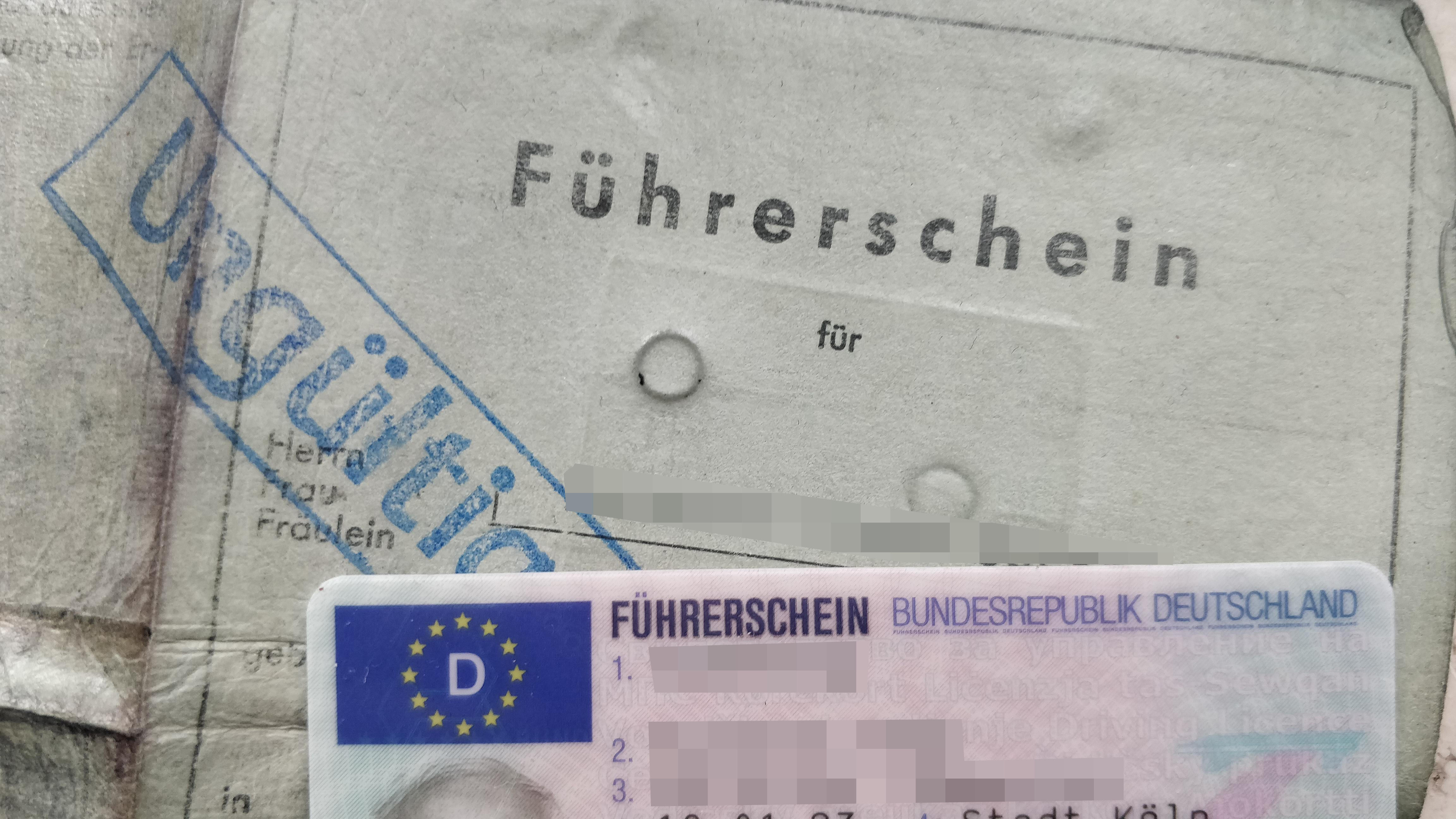
Als ungültig gestempelter grauer Führerschein und EU-Führerschein nach dem verpflichtenden Umtausch

Seit dem 19. Januar 2013 werden Führerscheine in Deutschland nur noch zeitlich begrenzt ausgegeben und müssen nach spätestens 15 Jahren verlängert werden. Dabei läuft allerdings lediglich der Führerschein als amtliches Dokument ab, nicht aber die eigentliche Fahrerlaubnis (befristete Lkw- und Bus-Fahrerlaubnisklassen (C1, C1E, C, CE, D1, D1E, D und DE) ausgenommen); damit wird eine Wiederholung der theoretischen und/oder praktischen Prüfung nicht nötig.
Bei Überschreitung der Frist des verpflichtenden Umtauschs kann gegebenenfalls bei einer Verkehrskontrolle ein Bußgeld in Höhe von 10 EUR erhoben werden (Tatbestand 204100: „Sie führten den vorgeschriebenen Führerschein nicht mit“). Der Antrag auf Umtausch sollte rechtzeitig erfolgen, weil es besonders zum Ende der jeweiligen Umtauschfrist hin zu hohen Antragszahlen kommen kann.
Führerscheine, die vor dem 19. Januar 2013 ausgegeben wurden, müssen gemäß der europäischen Richtlinie bis spätestens 18. Januar 2033 erneuert werden. Somit sind auch die alten Führerscheine nur bis zum 18. Januar 2033 gültig, obwohl diese Dokumente offiziell kein Ablaufdatum besitzen.
Die Dreizehnte Verordnung zur Änderung der Fahrerlaubnis-Verordnung und anderer straßenverkehrsrechtlicher Vorschriften vom 11. März 2019 verordnet einen Stufenplan. Davon abweichend beschloss die Innenministerkonferenz Mitte Januar 2022, wegen der COVID-19-Pandemie die Frist für die Jahrgänge 1953 bis 1958 um ein halbes Jahr, bis zum 19. Juli 2022 zu verlängern.
Führerscheine, die bis einschließlich 31. Dezember 1998 ausgestellt worden sind:
| Geburtsjahr des Fahrerlaubnisinhabers | spätester Umtauschtermin |
| ------------------------------------- | ------------------------ |
| Vor 1953                              | 19. Januar 2033          |
| 1953 bis 1958                         | 19. Juli 2022            |
| 1959 bis 1964                         | 19. Januar 2023          |
| 1965 bis 1970                         | 19. Januar 2024          |
| 1971 oder später                      | 19. Januar 2025          |

Führerscheine, die ab 1. Januar 1999 ausgestellt worden sind:
| Ausstellungsjahr         | spätester Umtauschtermin |
| ------------------------ | ------------------------ |
| 1999 bis 2001            | 19. Januar 2026          |
| 2002 bis 2004            | 19. Januar 2027          |
| 2005 bis 2007            | 19. Januar 2028          |
| 2008                     | 19. Januar 2029          |
| 2009                     | 19. Januar 2030          |
| 2010                     | 19. Januar 2031          |
| 2011                     | 19. Januar 2032          |
| 2012 bis 18. Januar 2013 | 19. Januar 2033          |

Ausnahme: Fahrerlaubnisinhaber, deren Geburtsjahr vor 1953 liegt, müssen den Führerschein erst zum 19. Januar 2033 umtauschen, unabhängig vom Ausstellungsjahr des Führerscheins.

## Sonstige Regelungen
Das Führen eines Kraftfahrzeugs bedeutet nach deutschem Recht: „Unter bestimmungsgemäßer Anwendung der Antriebskräfte das Fahrzeug in Bewegung setzen oder in Bewegung halten.“ – also das, was im allgemeinen Sprachgebrauch als „ein Fahrzeug lenken“ bezeichnet wird. Dieses Führen bedarf einer Zulassung von Personen zum Straßenverkehr durch die zuständige Fahrerlaubnisbehörde. In der erweiterten Rechtsprechung umfasst der Begriff, das Fahrzeug in betriebsbereiten Zustand zu versetzen (Umdrehen des Zündschlüssels und Starten des Motors) oder das Schleppen, Anschieben und Anschleppen, nicht aber etwa das reine Steuern beim Schieben oder das Sitzen im Fahrzeug ohne laufenden Motor.
Beim Abschleppen aufgrund eines Notfalls benötigt der Führer des abzuschleppenden Fahrzeugs keine Fahrerlaubnis. Allerdings muss er mit dem Fahrzeug und der Bedienung vertraut sein. Außerdem gilt als Notfall nur die Strecke vom Unfallort zur nächsten Werkstatt, Tankstelle oder zum Parkplatz.
Soll allerdings ein Pkw von einem Ort zum anderen geschleppt werden, ohne dass ein Notfall vorliegt, ist nach den alten Führerscheinklassen die Klasse 2 erforderlich, da es sich dabei um ein mehr als dreiachsiges Gespann handelt. Nach den neuen Führerscheinklassen wird nur die Klasse BE zum Schleppen eines anderen Kraftfahrzeuges benötigt, solange das gezogene Kraftfahrzeug die zulässige Gesamtmasse von 3,5 t nicht überschreitet.
Die Erlaubnis zum Führen von Kraftfahrzeugen ist nicht an den Besitz des Führerscheins gebunden: Er ist der formelle Beleg für den Besitz der entsprechenden Fahrerlaubnis. Er ist aber beim Führen von Kraftfahrzeugen immer mitzuführen und auf Verlangen Berechtigten vorzulegen.
- Wer eine Fahrerlaubnis und einen Führerschein besitzt, seinen Führerschein aber während der Fahrt nicht mit sich führt, begeht eine Verkehrsordnungswidrigkeit (Fahren ohne Führerschein, Tatbestand 204100: „Sie führten den vorgeschriebenen Führerschein nicht mit“: 10 EUR Verwarnungsgeld).
- Wer einen Führerschein besitzt, nicht aber die dazugehörige Fahrerlaubnis (zum Beispiel nach dem Entzug der Fahrerlaubnis), begeht beim Führen eines Kraftfahrzeugs eine Straftat (Fahren ohne Fahrerlaubnis, §§ 2, 21 StVG) und muss mit weitaus höheren Strafen rechnen.
- Wer eine Fahrerlaubnis besitzt, aber keinen Führerschein, muss damit rechnen, dass sich die Feststellung der Fahrerlaubnis zeitaufwendig gestaltet.

Mit der Übergabe des (Karten-)Führerscheins durch den Fahrprüfer aaSoP (amtl. anerk. Sachverständiger oder Prüfer) an den Bewerber am Tag der erfolgreichen Fahrprüfung gilt die Fahrerlaubnis als erteilt. Der Fahrprüfer trägt davor mithilfe eines dokumentenechten Stifts das Datum der bestandenen Führerscheinprüfung ins Feld Nr. 14 ein. Dieser aaSoP übt mit der Handlung somit eine hoheitliche Funktion aus. Das zeitliche Zusammentreffen beider Ereignisse hat wesentlich zur allgemeinen Begriffsverwirrung beigetragen. Bereits vor der Einführung der Optimierten Fahrerlaubnisprüfung am 2. Januar 2021 erhielt der Bewerber keinen Kartenführerschein mehr, sondern einen „Vorläufigen Nachweis zur Fahrberechtigung“ – VNF. Der Führerschein kann entweder von der Fahrerlaubnisbehörde abgeholt oder direkt von der Bundesdruckerei zugesendet werden. Im Jahre 2020 wurden in den 6 östlichen Bundesländern mit Berlin 393.805 Kartenführerscheine ausgegeben, davon 48 % im Direktversand. In Sachsen waren es davon 94.498 mit 45 % Direktversandanteil (Tendenz steigend). Die durchgängige Digitalisierung des Prozesses von der Beantragung der Fahrerlaubnis über die Fahrschulausbildung bis hin zur Ausgabe der VNF verkürzt die Abläufe und flexibilisiert die Prüfterminplanung.

### Erteilungsvoraussetzungen
Die Erteilung einer Fahrerlaubnis ist an Voraussetzungen gebunden.
Ein Bewerber um eine Fahrerlaubnis muss:
- einen „ordentlichen“ (= persönliche/berufliche Bindungen im Inland, gewöhnlicher Aufenthalt im Inland mehr als 185 Tage) Wohnsitz im Inland haben (§ 7 FeV).
- bei bestimmten Fahrerlaubnisklassen im Besitz einer anderen Fahrerlaubnisklasse sein (so wird bei Klasse C die Klasse B als Vorbesitz benötigt), § 9 Abs. 1 u. 2 FeV.
- das erforderliche Mindestalter für die beantragte Fahrerlaubnisklasse haben (§ 10 FeV).
- zum Führen von Kraftfahrzeugen geeignet sein (körperlich, geistig und charakterlich), § 11 FeV.
- die Anforderungen erfüllen, die an sein Sehvermögen gestellt werden (§ 12 Abs. 1 FeV).
- in lebensrettenden Sofortmaßnahmen unterwiesen bzw. in Erster Hilfe ausgebildet worden sein (§ 19 Abs. 1 FeV).
- eine praktische und theoretische Fahrausbildung an einer Fahrschule im vorgeschriebenen Umfang absolvieren.
- seine Befähigung in einer Fahrausbildung und Fahrerlaubnisprüfung nachweisen (§ 15 Abs. 1 FeV).

Außerdem darf er keine andere Fahrerlaubnis eines EU- oder EWR-Staates besitzen (Art. 7 Nr. 5 Buchst. a) der 3. EU-Führerscheinrichtlinie, § 8 FeV).
Ist der Bewerber nur bedingt zum Führen von Kraftfahrzeugen geeignet, kann die Fahrerlaubnisbehörde die Fahrerlaubnis so weit wie notwendig beschränken oder unter den erforderlichen Auflagen erteilen (§ 46 Absatz 2 Satz 1 FeV). Die Beschränkung kann sich insbesondere auf eine bestimmte Fahrzeugart oder ein bestimmtes Fahrzeug mit besonderen Einrichtungen erstrecken (§ 23 der Fahrerlaubnis-Verordnung).

### Erteilung nach Entziehung
Möchte eine Person nach einer Entziehung der Fahrerlaubnis wieder zum Führen eines Fahrzeugs berechtigt sein, muss die Fahrerlaubnis neu beantragt werden (§ 20 Absatz 1 Satz 1 FeV). Dies ist drei Monate vor Ablauf der Sperrfrist möglich. Die Fahrerlaubnisbehörde prüft daraufhin, ob die Voraussetzungen erfüllt sind, zum Beispiel ob eine neue Fahrerlaubnisprüfung (zum Nachweis der Befähigung) oder eine Medizinisch-Psychologische Untersuchung (zum Nachweis der Eignung zum Führen von Kraftfahrzeugen) erforderlich ist.
Eine erneute Fahrerlaubnisprüfung ist nach Entziehung der Fahrerlaubnis nicht grundsätzlich notwendig. Nach § 20 Abs. 2 FeV ordnet die Fahrerlaubnisbehörde lediglich in begründeten Ausnahmefällen eine Fahrerlaubnisprüfung an, insbesondere wenn Tatsachen vorliegen, die die Annahme rechtfertigen, dass der Bewerber die nach § 16 Absatz 1 FeV und § 17 Absatz 1 FeV erforderlichen Kenntnisse und Fähigkeiten nicht mehr besitzt.

### Null-Promille-Grenze
Für Fahranfänger während der Probezeit sowie für Fahrer unter 21 Jahren ist das Führen von Kraftfahrzeugen unter der Wirkung alkoholischer Getränke verboten (§ 24c Straßenverkehrsgesetz). Stets verboten ist das Führen von Kraftfahrzeugen mit 0,5 Promille oder mehr Blutalkoholkonzentration (§ 24a Straßenverkehrsgesetz).

### Führerscheine anderer EU-Länder
Ein Führerschein, der in einem EU-Land legal erworben worden ist, gilt in der gesamten EU (Art. 2 Nr. 1 der 3. EU-Führerscheinrichtlinie, § 28 Abs. 1 Satz 1 FeV). Die Gültigkeitsdauer wird dabei von den Regeln des ausstellenden Landes vorgegeben. Nach einem Umzug in ein anderes EU-Land ist ein Umtausch demnach zwar möglich, aber bis zum Ablaufen des Führerscheins nicht nötig (§ 28 FeV).

### Fahren ohne Fahrerlaubnis
Das Fahren eines Kraftfahrzeuges auf öffentlichem Verkehrsgrund ohne die für dieses Fahrzeug nötige, also in der entsprechenden Fahrerlaubnisklasse erteilte gültige Fahrerlaubnis ist eine Straftat, § 2, 21 StVG. Ein solches Vergehen begeht dann auch, wem das Führen eines fahrerlaubnispflichtigen Fahrzeuges auf öffentlichem Verkehrsgrund in Deutschland untersagt wurde (z. B. durch Fahrverbot) oder wer seinen Führerschein in einem laufenden Verfahren wegen eines Straftatverdachts abgab oder verlor (§ 21 Absatz 2 Nr. 2 StVG).
Wer ein fahrerlaubnispflichtiges Fahrzeug ohne Fahrerlaubnis auf öffentlichem Verkehrsgrund führt, verstößt zudem gegen Versicherungsbestimmungen („Obliegenheitsverletzung“), weshalb die Versicherung ihre Haftpflicht-Leistung vom Fahrer zurückfordern oder bei einer Kasko-Versicherung leistungsfrei bleiben kann.
Nur auf vom öffentlichen Verkehr abgeschlossenen Privatgrund darf – mit Einwilligung des Grundstückeigentümers auch zivilrechtlich befugt – ohne Fahrerlaubnis straffrei gefahren werden, wobei die Kfz-Haftpflichtversicherung im Schadenfall leistungsfrei bleibt.

## Statistik zu Prüfungen
| Jahr | Theoretische Prüfungen | nichtbestandene theoretische Prüfungen | Praktische Prüfungen | nichtbestandene praktische Prüfungen |
| ---- | ---------------------- | -------------------------------------- | -------------------- | ------------------------------------ |
| 2001 | 1.968.798              | 31,7 %                                 | 1.730.508            | 25,3 %                               |
| 2002 | 1.933.103              | 31,4 %                                 | 1.744.429            | 25,7 %                               |
| 2003 | 1.880.910              | 30,9 %                                 | 1.709.861            | 25,6 %                               |
| 2004 | 1.893.685              | 29,4 %                                 | 1.760.269            | 25,3 %                               |
| 2005 | 1.813.627              | 28,4 %                                 | 1.703.406            | 25,2 %                               |
| 2006 | 1.900.669              | 29,5 %                                 | 1.757.897            | 25,1 %                               |
| 2007 | 1.907.963              | 30,4 %                                 | 1.762.523            | 25,4 %                               |
| 2008 | 1.890.374              | 30,4 %                                 | 1.774.948            | 25,7 %                               |
| 2009 | 1.798.007              | 29,9 %                                 | 1.733.899            | 25,4 %                               |
| 2010 | 1.593.831              | 28,7 %                                 | 1.572.640            | 25,7 %                               |
| 2011 | 1.591.361              | 29,3 %                                 | 1.567.438            | 26,2 %                               |
| 2012 | 1.562.980              | 28,9 %                                 | 1.526.625            | 26,0 %                               |
| 2013 | 1.474.074              | 29,1 %                                 | 1.498.643            | 26,4 %                               |
| 2014 | 1.562.794              | 32,3 %                                 | 1.501.614            | 26,0 %                               |
| 2015 | 1.645.817              | 33,0 %                                 | 1.557.365            | 26,2 %                               |
| 2016 | 1.704.142              | 34,8 %                                 | 1.606.088            | 26,6 %                               |
| 2017 | 1.818.119              | 36,8 %                                 | 1.658.682            | 28,1 %                               |
| 2018 | 1.803.915              | 36,1 %                                 | 1.715.206            | 29,4 %                               |
| 2019 | 1.809.522              | 36,1 %                                 | 1.740.803            | 29,8 %                               |
| 2020 | 1.678.955              | 34,1 %                                 | 1.548.204            | 28,6 %                               |
| 2021 | 1.720.082              | 36,7 %                                 | 1.646.107            | 29,7 %                               |
| 2022 | 1.787.209              | 38,9 %                                 | 1.717.368            | 29,9 %                               |

Quelle: kba.de (2001–2007, 2008–2017, 2013–2022)

## Vorgaben für das biometrische Lichtbild
Seit dem 1. November 2010 muss das Lichtbild für einen deutschen Führerschein die biometrischen Vorgaben nach der Passverordnung erfüllen (§ 21 Abs. 3 Nr. 2 FeV).
Diese formalen Vorgaben werden im Folgenden kurz aufgeführt:
- Das Foto für den Führerschein muss eine Größe von 3,5 × 4,5 cm betragen.
- Das Gesicht (Kopfoberseite bis Kinn) sollte dabei ca. 80 % der Bildhöhe einnehmen, die Höhe liegt somit bei 3,2 bis 3,6 cm.
- Für die Auflösung des Fotos werden 600dpi empfohlen.
- Der Bildhintergrund sollte neutral und einfarbig sein und genug Kontrast zwischen Hintergrund und Kopf und Haarfarbe bieten.
- Das Foto sollte scharf sein, damit die Person gut erkennbar ist.
- Für die Erkennbarkeit der Person ist auch die gute Ausleuchtung des Bildes wichtig, sodass keine Schatten oder zu hellen Bereiche entstehen.
- Die Position des Kopfes muss gerade sein, so dass dieser weder nach hinten, vorne oder zur Seite geneigt ist. Die Augen müssen auf einer waagerechten Linie liegen.
- Der Gesichtsausdruck sollte auf dem Foto neutral oder ernst sein. Der Mund sollte stets geschlossen und nicht verzogen sein.
- Für Brillenträger gilt, dass ihr Gesicht erkennbar sein muss. Dies bedeutet, dass die Brille weder das Gesicht noch die Augen verdecken darf und sich darin auch kein Lichtblitz spiegeln darf.
- Bei Kopfbedeckungen gilt, dass diese grundsätzlich nicht erlaubt sind. Ausnahmen werden akzeptiert, wenn es religiöse Hintergründe gibt. Dann darf die Kopfbedeckung allerdings nicht das Gesicht verdecken oder einen Schatten werfen, die Person muss gut zu erkennen sein.
- Die Augen sollten eine gerade Blickrichtung zur Kamera haben.

## Internationaler Führerschein
Der Internationale Führerschein kann bei der örtlichen Fahrerlaubnisbehörde beantragt werden. Die Ausstellung erfolgt sofort.
Die Gültigkeit beträgt drei Jahre (beim internationalem Führerschein nach dem Wiener Übereinkommen über den Straßenverkehr von 1968, § 25b Abs. 4 2. Alt. FeV i.V.m. Anlage 8d FeV), ansonsten ein Jahr (nach dem Pariser Abkommen über Kraftfahrzeugverkehr von 1926, § 25b Abs. 4 1. Alt. FeV i.V.m. Anlage 8c FeV), darf die Gültigkeit des nationalen Führerscheins jedoch nicht überschreiten, § 25b Abs. 4 Satz 2 FeV.
Der Internationale Führerschein berechtigt nur in Verbindung mit dem gültigen nationalen Führerschein zum Führen von Kraftfahrzeugen im Ausland, so dass also beide Dokumente mitgeführt werden müssen.
Zu außerhalb des EU/EWR-Raums nicht in deutscher Sprache abgefassten nationalen Führerscheinen oder nicht der Anlage 6 des Wiener Übereinkommen über den Straßenverkehr von 1968 entsprechenden Führerscheinen ist in Deutschland zudem regelmäßig eine damit verbundene Übersetzung mitzuführen (§ 29 Abs. 2 Satz 2 FeV), sofern die BRD nicht auf eine Übersetzung verzichtet hat.
Zur Ausstellung wird benötigt (§ 25a Abs. 2 FeV):
- Ein Führerschein im Scheckkartenformat, die älteren Versionen (grau, rosa, DDR) müssen zunächst umgetauscht werden.
- Wurde der Führerschein nicht im Geltungsbereich der beauftragten Führerscheinstelle ausgestellt, braucht man ggf. einen Auszug aus dem örtlichen Fahrerlaubnisregister (eine so genannte „Karteikartenabschrift“).[60]
- Personalausweis oder Reisepass
- Biometrisches Lichtbild entsprechend der Passverordnung
- Die Fahrerlaubnisbehörde erhebt eine Gebühr (ca. 16 Euro[61], GebOSt Ziffer 207).

Der nationale EU-Führerschein und der Internationale Führerschein werden in vielen Ländern der Welt kulanzweise akzeptiert, tatsächlich rechtsverbindlich sind beide jedoch nur selten – die meisten Länder, in denen der Internationale Führerschein rechtlich voll anerkannt ist, sind inzwischen EU-Mitglieder oder haben das EU-Führerschein-Recht in ihre nationale Gesetzgebung übernommen und es genügt der deutsche EU-Führerschein; die meisten übrigen Länder haben den Internationalen Führerschein (nach Wiener Übereinkommen von 1968) nicht formell anerkannt und akzeptieren ihn (oder den EU-Führerschein) nur kulanzweise.